# Medaglia Caldecott
La medaglia Caldecott è un premio letterario consegnato annualmente dalla Association for Library Service to Children (ALSC), una divisione della American Library Association, all'artista che maggiormente si è distinto nel campo dei libri illustrati per bambini pubblicati durante l'anno negli Stati Uniti. Il premio è stato chiamato in questo modo, in onore dell'illustratore inglese del XIX secolo Randolph Caldecott. Insieme alla medaglia Newbery, è il più prestigioso premio americano per quanto riguarda la letteratura per ragazzi.
La medaglia Caldecott è stata disegnata da Rene Paul Chambellan nel 1937. La scena raffigurata sulla faccia della medaglia proviene da una illustrazione di Randolph Caldecott per The Diverting Story of John Gilpin, nel quale Gilpin è su un cavallo in fuga. La storia, a sua volta, era basato su una poesia dal 1782 di William Cowper. Il retro della medaglia raffigura un'altra illustrazione di Caldecott: Four and twenty blackbirds bak'd in a pie.
Ad oggi Marcia Brown e David Wiesner sono gli unici autori ad aver vinto tre medaglie Caldecott, mentre Leo e Diane Dillon, Chris Van Allsburg, Barbara Cooney, Nonny Hogrogian, Robert McCloskey e Chris Raschka ne hanno vinte due a testa.

## Vincitori
| Anno | Illustratore                  | Libro                                                         |
| ---- | ----------------------------- | ------------------------------------------------------------- |
| 2025 | Rebecca Lee Kunz              | Chooch Helped                                                 |
| 2024 | Vashti Harrison               | Big                                                           |
| 2023 | Doug Salati                   | Hot Dog                                                       |
| 2022 | Jason Chin                    | Watercress                                                    |
| 2021 | Michaela Goade                | We Are Water Protectors                                       |
| 2020 | Kadir Nelson                  | The Undefeated                                                |
| 2019 | Sophie Blackall               | Hello Lighthouse                                              |
| 2018 | Matthew Cordell               | Wolf in the Snow                                              |
| 2017 | Javaka Steptoe                | Radiant Child: The Story of Young Artist Jean-Michel Basquiat |
| 2016 | Sophie Blackall               | Finding Winnie                                                |
| 2015 | Dan Santat                    | The Adventures of Beekle: The Unimaginary Friend              |
| 2014 | Brian Floca                   | Locomotive                                                    |
| 2013 | Jon Klassen                   | This Is Not My Hat                                            |
| 2012 | Chris Raschka                 | A Ball for Daisy                                              |
| 2011 | Erin E. Stead                 | A Sick Day for Amos McGee                                     |
| 2010 | Jerry Pinkney                 | The Lion & the Mouse                                          |
| 2009 | Beth Krommes                  | The House in the Night                                        |
| 2008 | Brian Selznick                | The Invention of Hugo Cabret                                  |
| 2007 | David Wiesner                 | Flotsam                                                       |
| 2006 | Chris Raschka                 | The Hello, Goodbye Window                                     |
| 2005 | Kevin Henkes                  | Kitten's First Full Moon                                      |
| 2004 | Mordicai Gerstein             | The Man Who Walked Between the Towers                         |
| 2003 | Eric Rohmann                  | My Friend Rabbit                                              |
| 2002 | David Wiesner                 | The Three Pigs                                                |
| 2001 | David Small                   | So You Want to Be President?                                  |
| 2000 | Simms Taback                  | Joseph Had a Little Overcoat                                  |
| 1999 | Mary Azarian                  | Snowflake Bentley                                             |
| 1998 | Paul O. Zelinsky              | Rapunzel                                                      |
| 1997 | David Wisniewski              | Golem                                                         |
| 1996 | Peggy Rathmann                | Officer Buckle and Gloria                                     |
| 1995 | David Diaz                    | Smoky Night                                                   |
| 1994 | Allen Say                     | Grandfather's Journey                                         |
| 1993 | Emily Arnold McCully          | Mirette on the High Wire                                      |
| 1992 | David Wiesner                 | Tuesday                                                       |
| 1991 | David Macaulay                | Black and White                                               |
| 1990 | Ed Young                      | Lon Po Po: A Red-Riding Hood Story from China                 |
| 1989 | Stephen Gammell               | Song and Dance Man                                            |
| 1988 | John Schoenherr               | Owl Moon                                                      |
| 1987 | Richard Egielski              | Hey, Al                                                       |
| 1986 | Chris Van Allsburg            | The Polar Express                                             |
| 1985 | Trina Schart Hyman            | Saint George and the Dragon                                   |
| 1984 | Alice e Martin Provensen      | The Glorious Flight: Across the Channel with Louis Bleriot    |
| 1983 | Marcia Brown                  | Shadow                                                        |
| 1982 | Chris Van Allsburg            | Jumanji                                                       |
| 1981 | Arnold Lobel                  | Fables                                                        |
| 1980 | Barbara Cooney                | Ox-Cart Man                                                   |
| 1979 | Paul Goble                    | The Girl Who Loved Wild Horses                                |
| 1978 | Peter Spier                   | Noah's Ark                                                    |
| 1977 | Leo and Diane Dillon          | Ashanti to Zulu: African Traditions                           |
| 1976 | Leo and Diane Dillon          | Why Mosquitoes Buzz in People's Ears                          |
| 1975 | Gerald McDermott              | Arrow to the Sun                                              |
| 1974 | Margot Zemach                 | Duffy and the Devil                                           |
| 1973 | Blair Lent                    | The Funny Little Woman                                        |
| 1972 | Nonny Hogrogian               | One Fine Day                                                  |
| 1971 | Gail E. Haley                 | A Story a Story                                               |
| 1970 | William Steig                 | Sylvester and the Magic Pebble                                |
| 1969 | Uri Shulevitz                 | The Fool of the World and the Flying Ship                     |
| 1968 | Ed Emberley                   | Drummer Hoff                                                  |
| 1967 | Evaline Ness                  | Sam, Bangs, and Moonshine                                     |
| 1966 | Nonny Hogrogian               | Always Room for One More                                      |
| 1965 | Beni Montresor                | May I Bring a Friend?                                         |
| 1964 | Maurice Sendak                | Where the Wild Things Are                                     |
| 1963 | Ezra Jack Keats               | The Snowy Day                                                 |
| 1962 | Marcia Brown                  | Once a Mouse                                                  |
| 1961 | Nicolas Sidjakov              | Baboushka and the Three Kings                                 |
| 1960 | Marie Hall Ets                | Nine Days to Christmas                                        |
| 1959 | Barbara Cooney                | Chanticleer and the Fox                                       |
| 1958 | Robert McCloskey              | Time of Wonder                                                |
| 1957 | Marc Simont                   | A Tree is Nice                                                |
| 1956 | Feodor Rojankovsky            | Frog Went A-Courtin                                           |
| 1955 | Marcia Brown                  | Cinderella, or the Little Glass Slipper                       |
| 1954 | Ludwig Bemelmans              | Madeline's Rescue                                             |
| 1953 | Lynd Ward                     | The Biggest Bear                                              |
| 1952 | Nicholas Mordvinoff           | Finders Keepers                                               |
| 1951 | Katherine Milhous             | The Egg Tree                                                  |
| 1950 | Leo Politi                    | Song of the Swallows                                          |
| 1949 | Berta and Elmer Hader         | The Big Snow                                                  |
| 1948 | Roger Duvoisin                | White Snow, Bright Snow                                       |
| 1947 | Leonard Weisgard              | The Little Island                                             |
| 1946 | Maud e Miska Petersham        | The Rooster Crows                                             |
| 1945 | Elizabeth Orton Jones         | Prayer for a Child                                            |
| 1944 | Louis Slobodkin               | Many Moons                                                    |
| 1943 | Virginia Lee Burton           | The Little House                                              |
| 1942 | Robert McCloskey              | Make Way for Ducklings                                        |
| 1941 | Robert Lawson                 | They Were Strong and Good                                     |
| 1940 | Ingri e Edgar Parin d'Aulaire | Abraham Lincoln                                               |
| 1939 | Thomas Handforth              | Mei Li                                                        |
| 1938 | Dorothy P. Lathrop            | Animals of the Bible                                          |